# Les Enfants de Noé
Les Enfants de Noé est un roman d'anticipation de l'écrivain français Jean Joubert, paru à L'École des loisirs en 1987, collection Médium.

## Résumé
L'histoire se déroule en février 2036. À la suite d'expériences menées par des scientifiques en Arctique, une grande partie de l'hémisphère nord se retrouve ensevelie sous des mètres de neige. Simon, Noémie et leurs parents se retrouvent coupés du monde extérieur, coincés dans un chalet légué par leur tante, Agathe. Ils doivent réunir leurs ressources (nourriture, mais aussi forces intérieures et collectives) pour survivre pendants des semaines. Le livre raconte la survie d'une famille coincée dans un chalet de haute montagne sous des mètres de neiges, qui, coupée du monde, doit réapprendre à vivre comme dans les temps anciens.